# André Gratia
André Gratia (Saint-Gilles, 8 de juliol de 1893 - Nyon, Suïssa, 6 d'octubre de 1950) va ser un microbiòleg belga. Va ser deixeble del Premi Nobel de medicina de 1919 Jules Bordet. Gratia treballà a la Universitat Lliure de Brussel·les i a la Universitat de Lieja. Per a molts, Gratia és considerat el “pare” dels antibiòtics 
L'any 1924, Gratia i Sara Dath publicaren les seves observacions respecte a la bacteriòlisi a través d'una floridura “streptothrix” (Streptomyces). Es van adonar que l'agent d'aquesta lisi era secretat per una floridura fins i tot en absència d'oxigen.
L'any següent, van observar un altre agent de la lisi, una varietat de Penicillium glaucum per a un cultiu d'anthrax.
Tres anys més tard, el Dr. Fleming va fer la mateixa observació en el cas del Penicillium notatum.
Quan Fleming va rebre el seu Doctor Honoris Causa de la Universitat de Lieja el 1945, va ser Gratia qui va escriure i presentar el discurs per a aquesta distinció.
Des de 1933 Gratia fou membre de l'Académie Royale de Médicine de Bèlgica.
Gratia morí inesperadament a Suïssa on havia pres una temporada de repòs a causa de l'estrès.